# 1898
Cette page concerne l'année 1898 (MDCCCXCVIII en chiffres romains) du calendrier grégorien.
L'année 1898 est une année commune qui commence un samedi.

## Événements

### Afrique

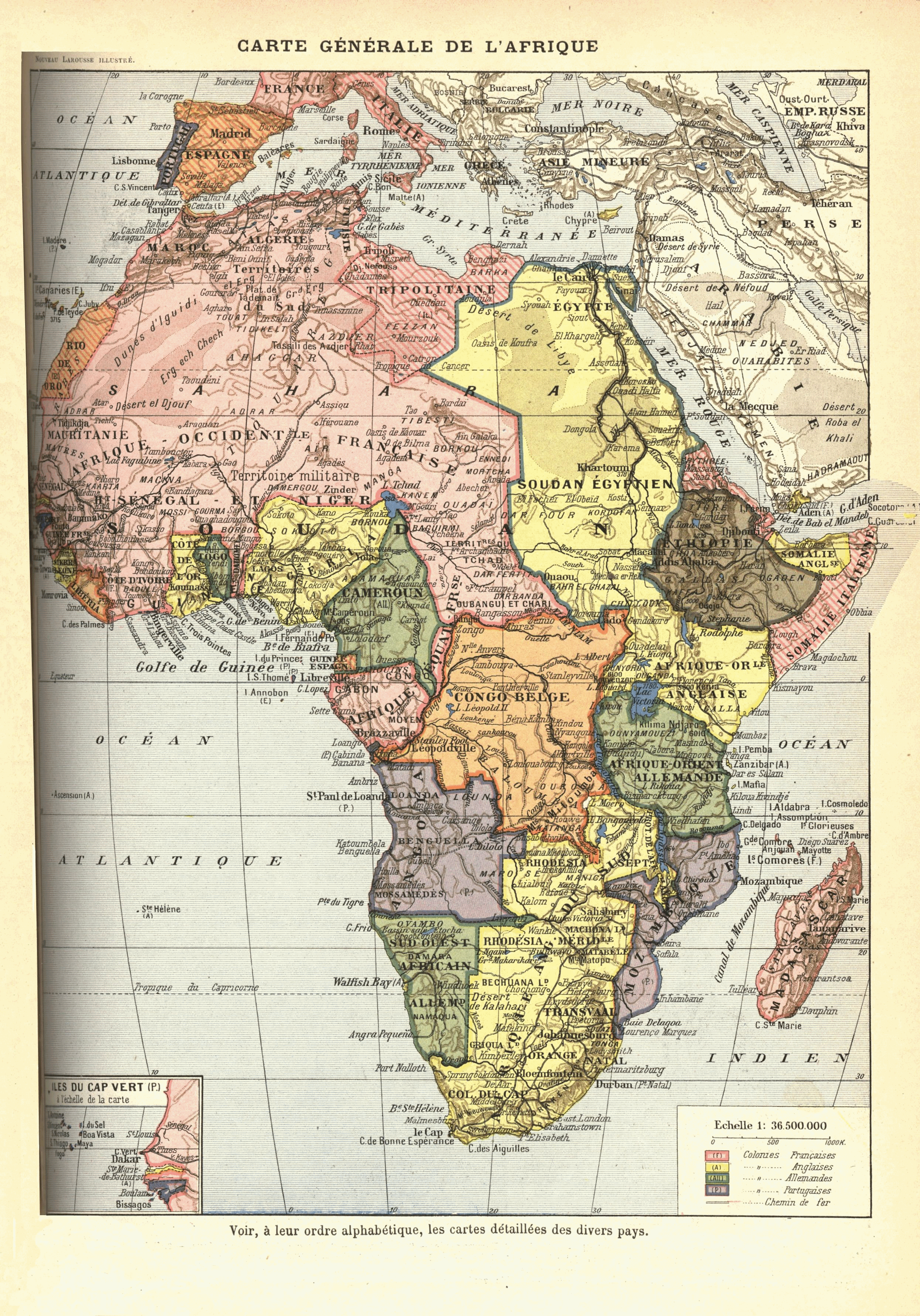
Carte de l'Afrique en 1898

- 20-25 janvier, Algérie : émeutes anti-juives, en particulier à Alger[1]. Elles ne prennent fin qu’après le départ du gouverneur général Louis Lépine en juillet.
- Février : révolte de Bai Bureh contre l’impôt de case et les « créoles » en Sierra Leone[2].
- 17 mars : le syrien sunnite Rashid Rida fonde en Égypte la revue politique et littéraire al-Manar (Le Phare)[3], qui dans la lignée de la Salafiyyah, plaide pour un relèvement de la société arabe par les valeurs de l’Islam. Il propose l’établissement d’un Califat à La Mecque.
- 8 avril, Soudan : victoire anglo-égyptienne sur les Mahdistes à la bataille d’Atbara[4].
- 27 avril[5] : début de la révolte des Temnés et Mendés contre l’impôt sur les cases en Sierra Leone[6].
- 1er mai : les Français prennent Sikasso qui est mise à sac[7].
- 14 juin : convention franco-britannique signée à Paris fixant les limites des possessions françaises en Côte d’Ivoire, au Soudan et au Dahomey et les colonies britanniques de Côte-de-l’Or, et au Nigeria britannique[8] (ligne Say-Barroua). La convention reconnait les droits de la France sur le Tchad.

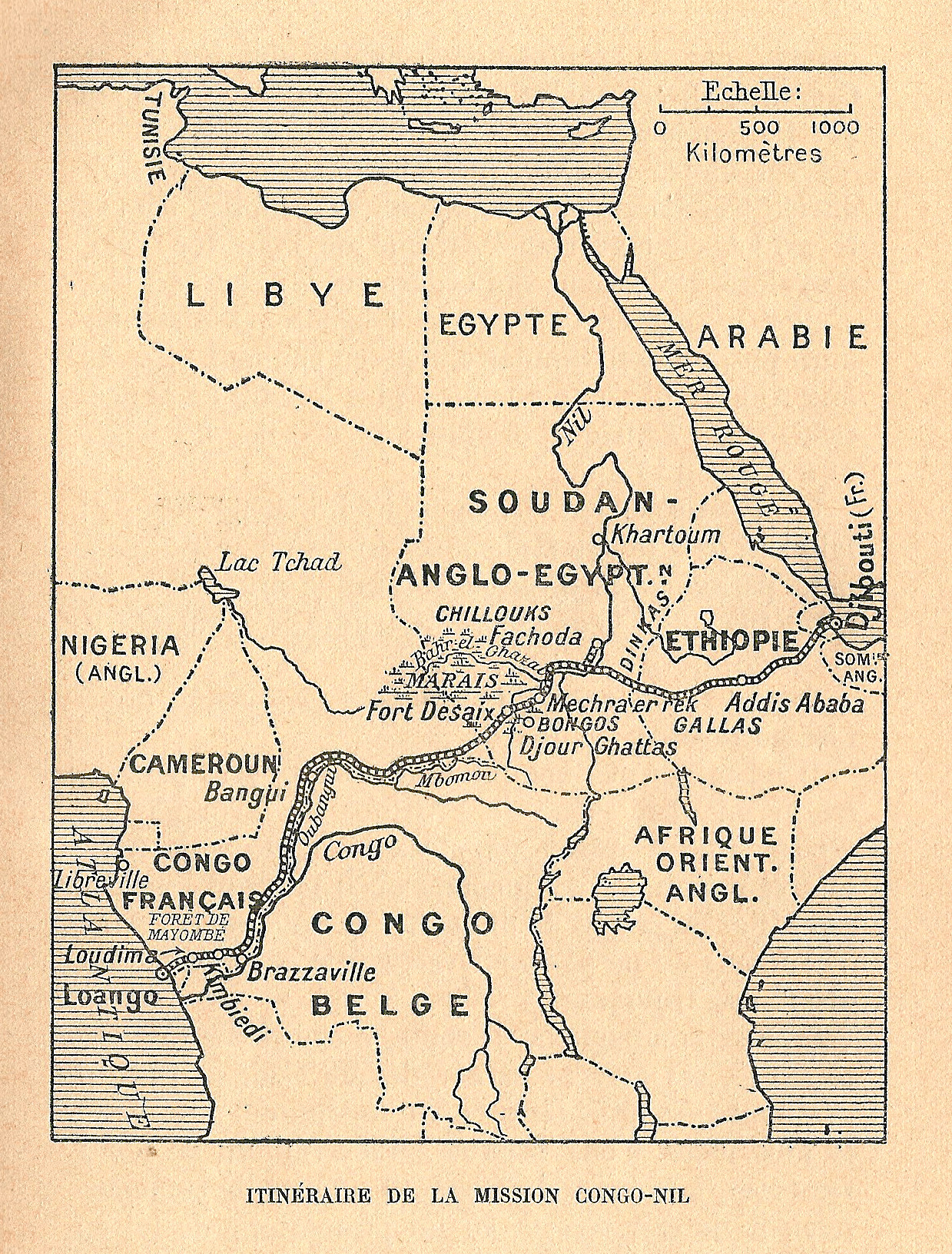
10 juillet-4 novembre : crise de Fachoda. Itinéraire de la mission Marchand.

- 10 juillet : début de l'affaire de Fachoda, tensions franco-britanniques sur le Soudan (juillet-novembre). Les Français de la mission Marchand arrivent à Fachoda sur le Nil Blanc[9]. L’expédition française illustre les méthodes de colonisations qui prévalent au Soudan central : cette unité d’une centaine d’homme vivant sur le pays est destinée non pas à réaliser l’occupation effective, mais à installer un réseau de petites garnisons capables de garantir les territoires de la convoitise britanniques.
  - La crise de Fachoda renforce l’antagonisme franco-britannique en Égypte. La France entrave l’action de Londres en faisant passer sous sa protection consulaire de nombreux responsables nationalistes par le système des capitulations.
- 19 juillet : échec de la révolte de l’ethnie des Héhé, dirigée par le chef Mkwawa contre la « pacification » allemande (Zambie). Mkwawa bat à deux reprises les colons, mais ceux-ci finissent par prendre la capitale Kalenga en 1894 et Mkwawa se suicide avant d'être pris le 19 juillet 1898[10]. Dans la région de Bagamoyo, les soulèvements de Gogo et des Chaga sont réprimés de la même façon par les troupes allemandes.
- 22 juillet : Djibouti devient une colonie française et prend le nom de « Côte française des Somalis »[11].
- 26 juillet : Édouard Laferrière est nommé gouverneur général de l’Algérie (fin en 1900)[12].
- 25 août : Laferrière obtient du gouvernement français les décrets qui sont en quelque sorte une Constitution de l’Algérie : création des délégations financières, réorganisation du Conseil supérieur, accroissement de l’autonomie économique et sociale[12].
- 2 septembre, Soudan : Kitchener écrase les Ansar (les soldats du Mahdi ou derviches) à la bataille d’Omdurman[4]. Il occupe Khartoum et fait disperser les cendres du Mahdi dans le Nil. Kitchener est nommé lord of Khartoum. Tandis que son adjoint Wingate se lance à la poursuite du calife qui est tué au cours d’une bataille au Kordofan (Umm Diwaykarat, 24 novembre 1899), Kitchener remonte le Nil jusqu’à Fachoda.
- 19 septembre : Lord Kitchener arrive avec 3 200 hommes devant Fachoda. Marchand refuse d’évacuer la ville. Londres et Paris échangent des ultimatums. Une guerre entre la France et la Grande-Bretagne est envisagée, puis le gouvernement français s’incline[9].
- 29 septembre : difficile victoire des troupes françaises contre Samory Touré, finalement fait prisonnier par le capitaine Gouraud à Guélémou au Liberia. Il mourra en exil au Gabon (2 juin 1900)[13]. Sa défaite met fin à treize ans de luttes contre la France. Tout le Soudan occidental passe sous contrôle français excepté le Nigeria aux mains des Britanniques.
- Octobre : Rabah ravage à nouveau le Baguirmi[14].
- 4 novembre : le capitaine Marchand doit évacuer Fachoda, ce qui est fait le 11 décembre[9]. La France cède aux exigences du Royaume-Uni et reçoit en compensation le Ouadaï et quelques territoires du Soudan tchadien (21 mars 1899).
- 11 novembre : bataille entre les Britanniques et les forces de Bai Bureh, qui est capturé, en Sierra Leone[15].
- 22 décembre, Soudan : victoire égyptienne sur les Mahdistes à la bataille de Gedaref[16].
- 26 décembre, Soudan : victoire égyptienne sur les Mahdistes à la bataille de Roseires[17].
- Début du règne de Ibrahim, sultan du Ouadaï (fin en 1901)[18]. La situation intérieure se détériore au Ouadaï.

### Amérique
- 8 février : coup d’État au Guatemala. Le président José María Reina Barrios est assassiné en pleine rue par Oscar Zollinger (es), un Allemand. Son successeur, Manuel Estrada Cabrera, réussira d’élection en élection à se maintenir au pouvoir pendant vingt-deux ans. Caudillisme jusqu’en 1940[19].
- 10 février : dictature de Juan Lindolfo Cuestas en Uruguay[20]. Hégémonie du parti Colorado jusqu’en 1904.

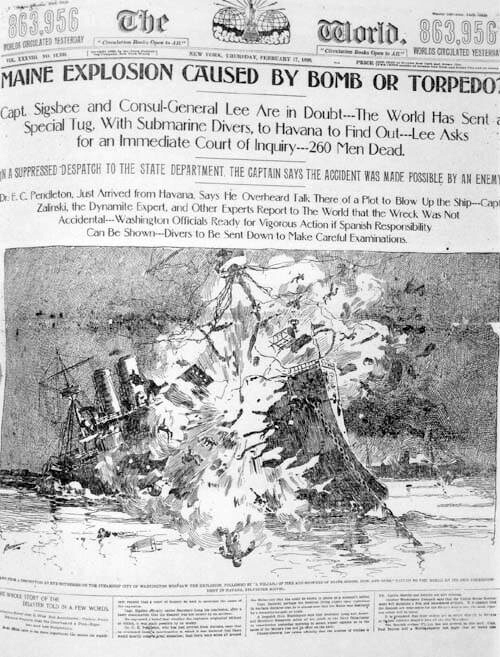
L’explosion du traité par le New York World du 17 février, journal de Joseph Pulitzer.

- 15 février : explosion mystérieuse du cuirassé américain USS Maine en rade de La Havane[21]. Bien qu’il s’agisse d’un accident, Washington en accuse les Espagnols. les États-Unis déclenchent les hostilités contre l’Espagne.
- 27 mars : le gouvernement des États-Unis demande à l’Espagne un armistice immédiat à Cuba jusqu’au 8 octobre[22], de supprimer la politique des camps de concentration et d’accepter une médiation américaine pour que Cuba obtînt son indépendance.
- 9 avril : l’Espagne déclare le cessez-le-feu dans sa guerre contre Cuba[21]. Le 10 avril, Madrid a pratiquement accepté toutes les conditions imposées par William McKinley sauf la promesse d’indépendance.
- 11 avril : poussé par l’opinion, le président McKinley demande au Congrès l’autorisation d’intervenir à Cuba[21]. Il l’obtient le 19 avril[22].
- 20 avril : le gouvernement des États-Unis lance un ultimatum à l’Espagne dans l’affaire de Cuba[21].
- 25 avril : guerre hispano-américaine. Le Congrès américain déclare la guerre à l’Espagne, arguant que « le peuple de Cuba doit être libre et indépendant »[21].
- 11 mai : combat de Cienfuegos[23] ; combat de la baie de Cardenas[21].
- 12 mai : bombardement de San Juan de Porto-Rico[21].
- 27 mai : blocus de la flotte espagnole par la flotte des États-Unis dans la rade de Santiago de Cuba[24].
- 30 mai : conférences à Washington et à Québec (24 août-11 octobre) et pour régler le contentieux qui oppose le Canada et les États-Unis à propos de l’Alaska. Devant l’impasse des pourparlers, on décide de demander à la Grande-Bretagne de servir d’arbitre. Le 20 octobre 1903, elle donne raison aux États-Unis[25].
- 24 juin : premier choc terrestre de la guerre hispano-américaine à la bataille de Las Guasimas, indécis. Les deux armées se retirent[21].

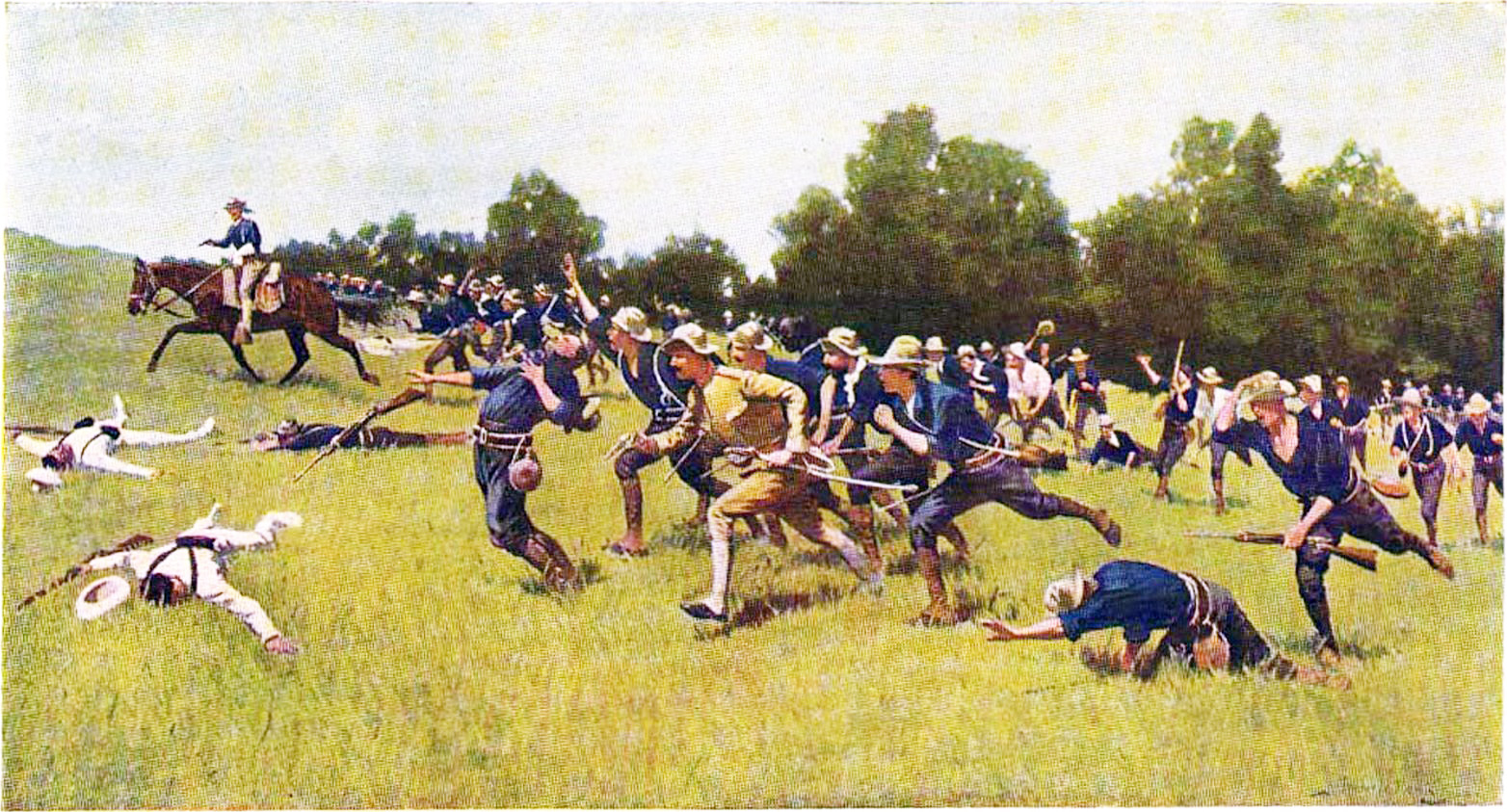
: bataille de la colline de San Juan

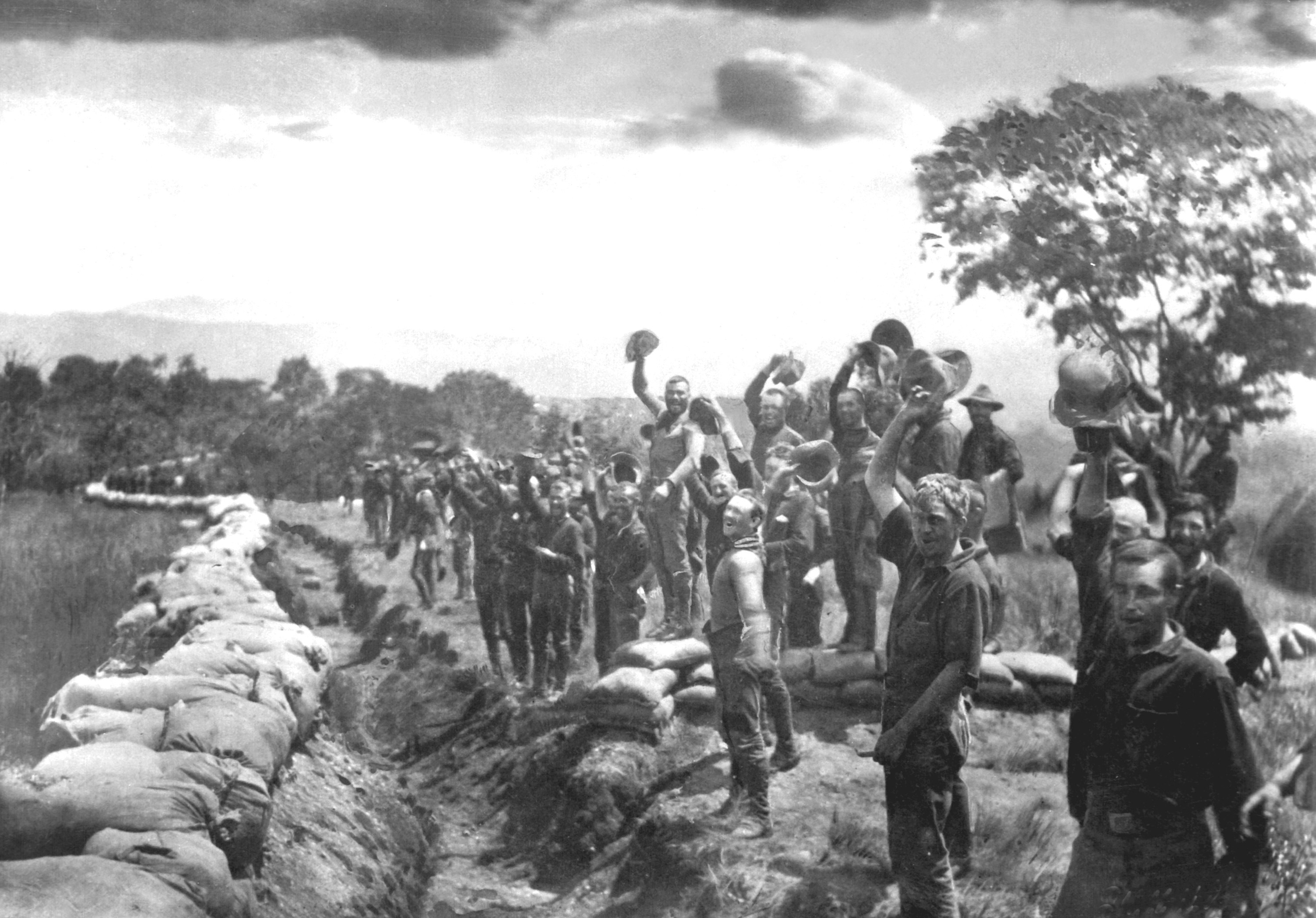
16 juillet : reddition de Santiago de Cuba

- 1er juillet : bataille d’El Caney[26] ; bataille de la colline de San Juan, à Santiago[21].
- 3 juillet : bataille de Santiago de Cuba[27].
- 16 juillet : capitulation des troupes espagnoles à Santiago de Cuba, qui tombe aux mains des Américains[27]. Les Espagnols engagent des préliminaires de paix et signent le protocole de Washington le 12 août[28].
- 25 juillet : les États-Unis prennent l’île de Porto Rico[29].
- 12 octobre : Julio Argentino Roca est élu président de la République Argentine pour la seconde fois (fin en 1904)[30]. Les conservateurs dominent en Argentine jusqu’en 1916. Homme d’expérience (président de 1880 à 1886), Roca tente de remettre de l’ordre dans les finances de l’Argentine. Il échouera, comme ses prédécesseurs, impuissant à faire face aux conséquences de l’inflation dans un pays ou cohabitent deux cours différents du peso.
- 15 novembre : Manuel Ferraz de Campos Sales est élu président du Brésil (fin en 1902)[31].
- 10 décembre : le traité de Paris met fin à la guerre hispano-américaine. Les États-Unis annexent Guam et Porto Rico à titre d’indemnité et achètent les Philippines à l’Espagne pour 20 millions de dollars. Cuba devient indépendant sous protectorat américain (1903-1934)[27]. L’économie de Cuba tombe aux mains des intérêts américains (chemin de fer, mines, exploitations sucrières).

### Asie et Pacifique
- 6 mars, Chine : l’Allemagne obtient la concession de Qingdao à la suite de la convention de Pékin. Elle y installe une base navale et se taille une zone d’influence au Shandong[32].
- 27 mars : la Russie se fait céder Port-Arthur (aujourd'hui Lüshunkou) et la presqu’île de Liaodong à bail pour vingt-cinq ans[33].
- Mars : début de l’activité nationaliste des Boxers en Chine (fin en 1900)[34].
- 10 avril : la France obtient le droit de construire un chemin de fer de Lao Kay (Tonkin) à Yunnanfu achevé en 1910. Un consortium provisoire est mis en place sous la houlette de la Banque de l’Indochine pour permettre le début des travaux. Il regroupe toutes les grandes banques françaises (Société générale, Comptoir national d’Escompte, etc.) ainsi que la Société de construction des Batignolles, la Régie générale des chemins de fer[35].
- 25 avril : accord Nishi-Rozen (en) entre le Japon et l'empire russe. Le Japon admet l’influence de la Russie au nord de la Grande Muraille et obtient la reconnaissance de ses intérêts économiques dans la zone Chine-Mandchourie[33].

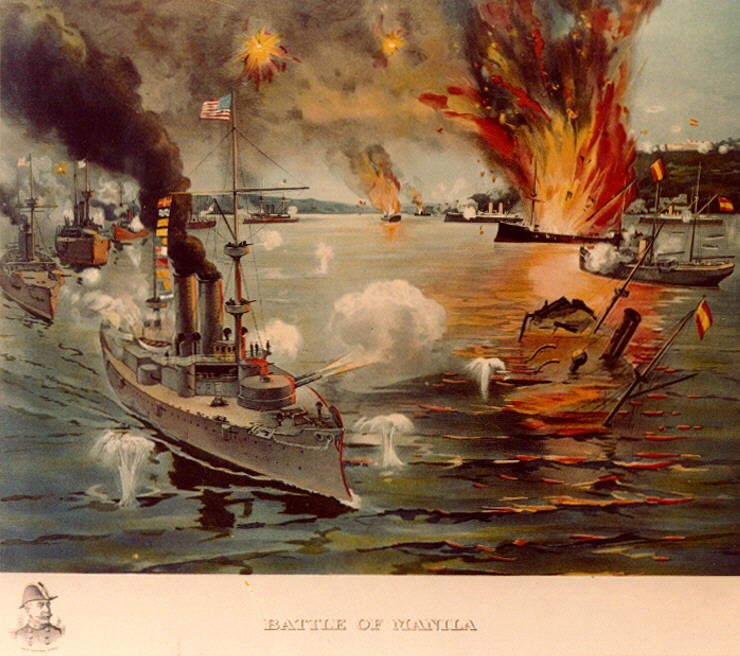
: bataille de la baie de Manille.

- 27 avril : sur instruction de Theodore Roosevelt, l’amiral George Dewey quitte Hong Kong avec sept vaisseaux[36].
- 1er mai, guerre hispano-américaine : victoire de l’amiral George Dewey sur la flotte espagnole dans la baie de Manille[36]. Les Américains occupent les Philippines mais se heurtent à la résistance des forces nationalistes commandées par Emilio Aguinaldo.
- 17 mai : début du soulèvement d’Andijan en Asie centrale ; Madali, qui veut rétablir le Khanat, proclame la guerre sainte et attaque avec ses partisans la garnison russe ; après quelque succès, il est battu et pendu avec cinq de ses lieutenants le 18 juillet ; la plupart de ses fidèles sont déportés en Sibérie[37].
- 19 mai : Emilio Aguinaldo, réfugié à Hong Kong depuis 1897, débarque aux Philippines[38].
- 27 mai : la France occupe la baie de Kouang-Tchéou-Wan (Guangzhou Wan). Elle acquiert le territoire en location pour quatre-vingt-dix-neuf ans par la convention du 16 novembre 1899[39].
- 9 juin : convention de Pékin. Le Royaume-Uni obtient une extension des territoires de Hong Kong, loués à la Chine pour quatre-vingt-dix-neuf ans à partir du 1er juillet (Kowloon)[40].
- 11 juin : « Réforme des Cent Jours ». L’empereur de Chine Guangxu entreprend un vaste programme de réformes avec l’aide d’un groupe d’intellectuels réformistes dirigés par Kang Youwei et Liang Qichao pour relever le pays[41].
- 12 juin : Emilio Aguinaldo proclame l’indépendance des Philippines à Kawit[38].
- 21 juin : les États-Unis prennent l’île de Guam[42].
- 1er juillet : une convention cédè à bail au Royaume-Uni le port de Weihai Wei au Shandong (fin en 1930)[43]. Britanniques obtiennent un droit de préemption sur le bassin du Yangzi Jiang.
- 7 juillet : l’annexion d’Hawaï et de Wake par les États-Unis est approuvée par le Congrès[44].
- 16 juillet, Japon : entrée en vigueur du code civil promulgué le 28 avril 1896. Il est inspiré du code allemand de préférence à un premier projet préparé par des juristes français (Boissonade)[45].
- 14 août : capitulation de Manille ; les Américains entrent dans la ville[46].
- 14 septembre : le Conseil supérieur de l'Indochine approuve le plan de réseau ferré du gouverneur Paul Doumer, la construction d'une ligne Nord-Sud de Hanoï à Saïgon et d'une ligne Est-Ouest d’Hải Phòng à Lào Cai. La loi du 25 décembre 1898 approuve un emprunt de 200 millions de francs pour la réalisation de ce plan[47].

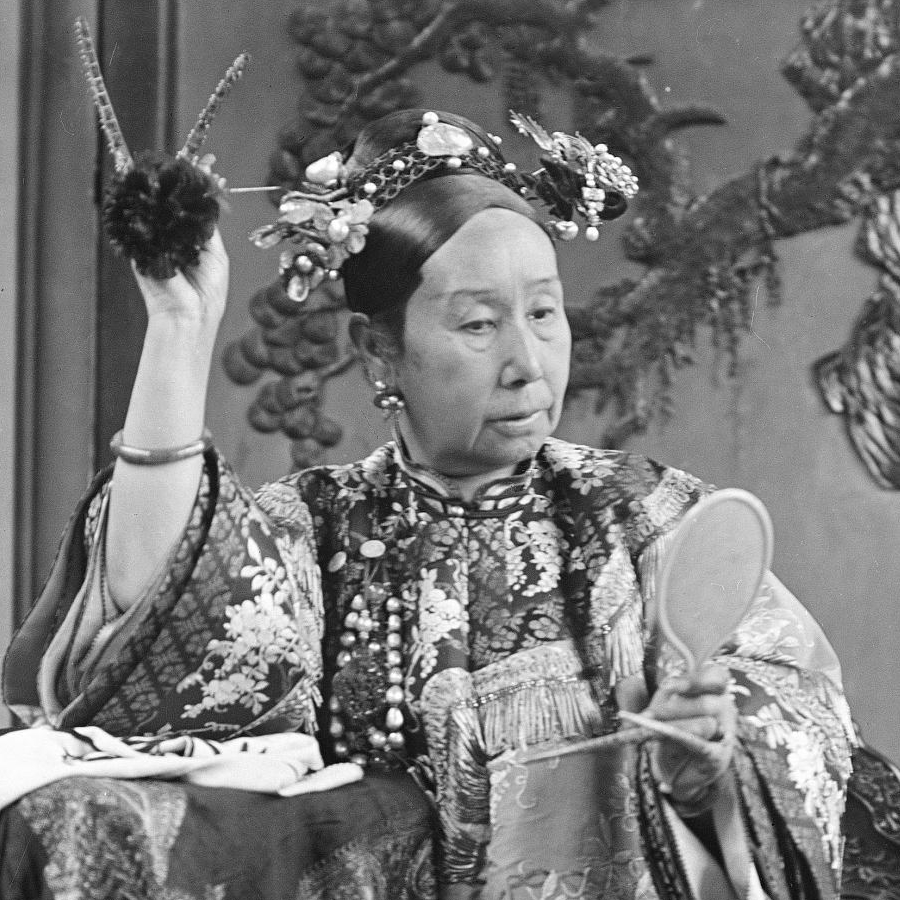
L’impératrice douairière Cixi.

- 20 septembre, Chine : après que sa tante Cixi, pressée par les nobles mandchous, l’ait sommé de renvoyer les réformistes, l’empereur Guangxu charge le chef militaire Yuan Shikai de faire exécuter le général Ronglu (homme de Cixi) et d’arrêter Cixi. Cependant Yuan Shikai fait part des projets de l’empereur à Ronglu qui prévient l’impératrice[48].
- 21 septembre : Cixi fait surveiller les portes du palais par Ronglu et s’empare du pouvoir en Chine. L’empereur, déclaré faible d’esprit, est séquestré jusqu’à sa mort dans le palais[41]. L’échec de la réforme des Cent Jours entraîne la création d’une nouvelle secte, xénophobe et mystique : le mouvement des Boxers.
- 26 septembre, Tibet : fin tragique de l’expédition du missionnaire canadien Petrus Rijnhart (nl), accompagné de sa femme Suzie et de leur bébé Charlie. Seule Suzie Rijnhart survit[49].
- 28 septembre : Cixi fait exécuter publiquement six réformistes[48] (Kang Youwei et Liang Qichao réussissent à fuir au Japon).

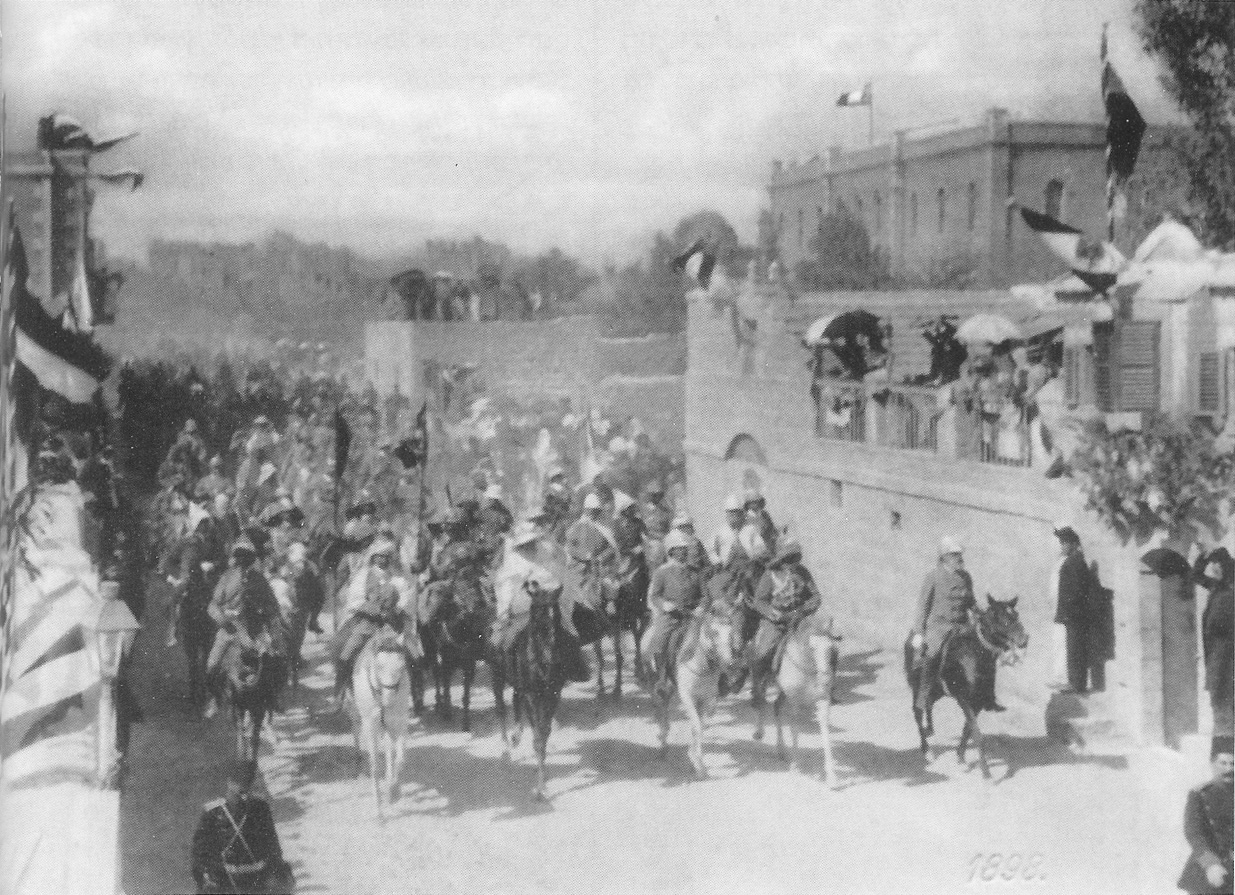
Guillaume II d'Allemagne à Jérusalem

- 18 octobre : Guillaume II d'Allemagne arrive à Constantinople pour commencer son voyage au Levant ; il est à Jérusalem le 29[50], à Damas le 7 novembre. Il assure le sultan ottoman de soutien de l’Allemagne et encourage le projet de Georg von Siemens de construction du chemin de fer de Bagdad, dont la concession est obtenue en 1903[51].
- 2 novembre : après une première entrevue le 18 octobre à Constantinople, Theodor Herzl rencontre le kaiser Guillaume II à Jérusalem avec une délégation sioniste, mais n’obtient pas son soutien[52].
- 10 décembre : l’Espagne cède les Philippines aux États-Unis au traité de Paris pour 20 millions de dollars[27].

### Europe

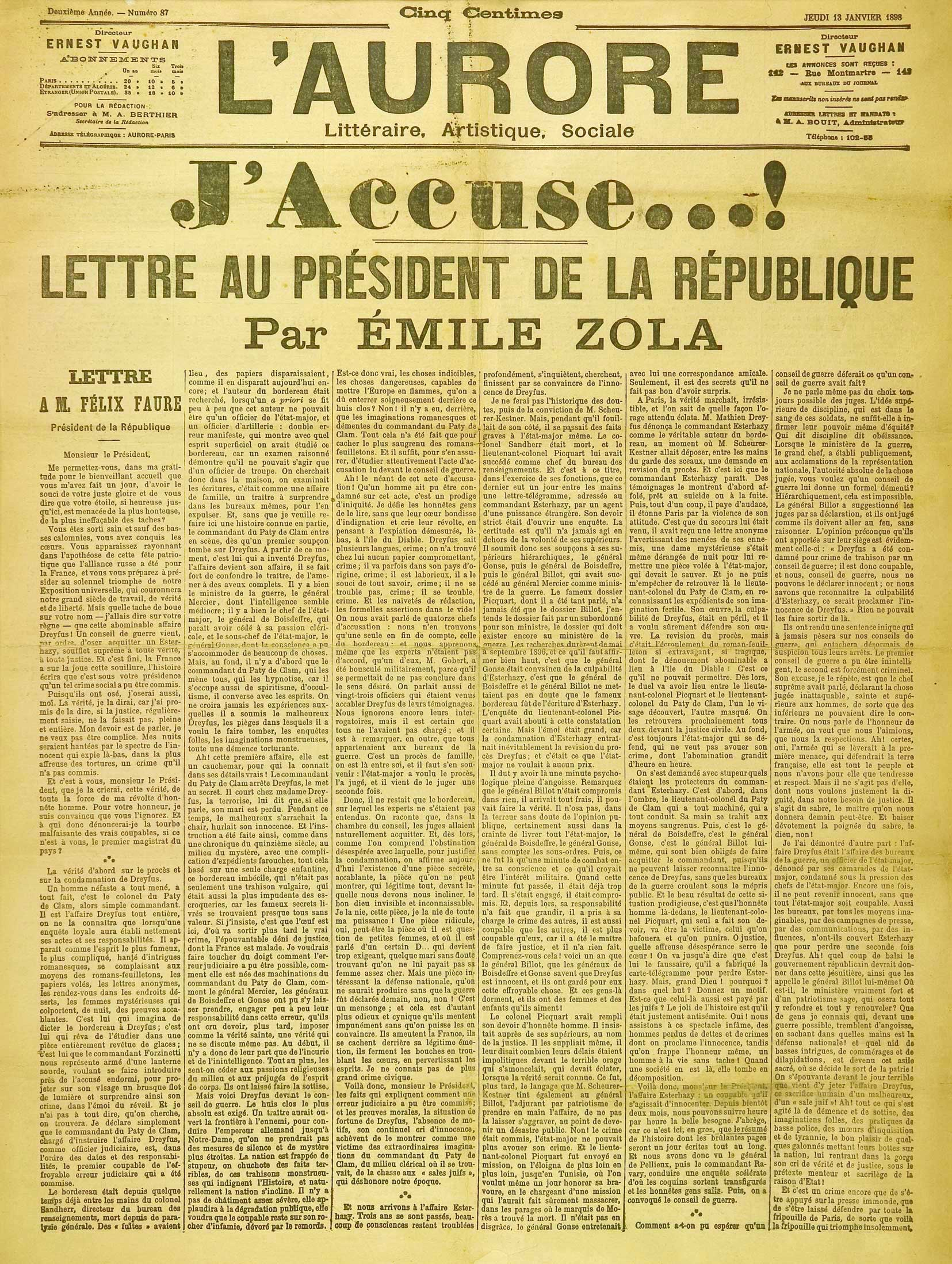
La une du journal L'Aurore du 13 janvier 1898 avec la lettre « J'accuse… ! » de Zola.

- 13 janvier : Émile Zola publie dans l’Aurore, « J'accuse… ! », texte en faveur de Dreyfus[53].
- 1er mars[54] : interdiction des grèves des ouvriers agricoles hongrois[55].
- 14-16 mars (1er-3 mars du calendrier julien) : fondation à Minsk du parti social-démocrate russe (POSDR), par des marxistes et le Bund[56].
- 28 mars : les lois navales du secrétaire d’État à la marine Alfred von Tirpitz sont adoptées par le Reichstag en Allemagne[51]. Elles prévoient la mise en chantier de 17 cuirassés de ligne, 8 cuirassés côtiers, 35 croiseurs et 2 vaisseaux de ligne. Ce programme ne prétend par rivaliser avec la flotte britannique mais est à la hauteur des ambitions coloniales et commerciales de l’Allemagne.
- 30 avril : le suffrage universel masculin est introduit en Norvège[57]. Le droit de vote est accordé aux femmes dans les élections locales en Norvège.

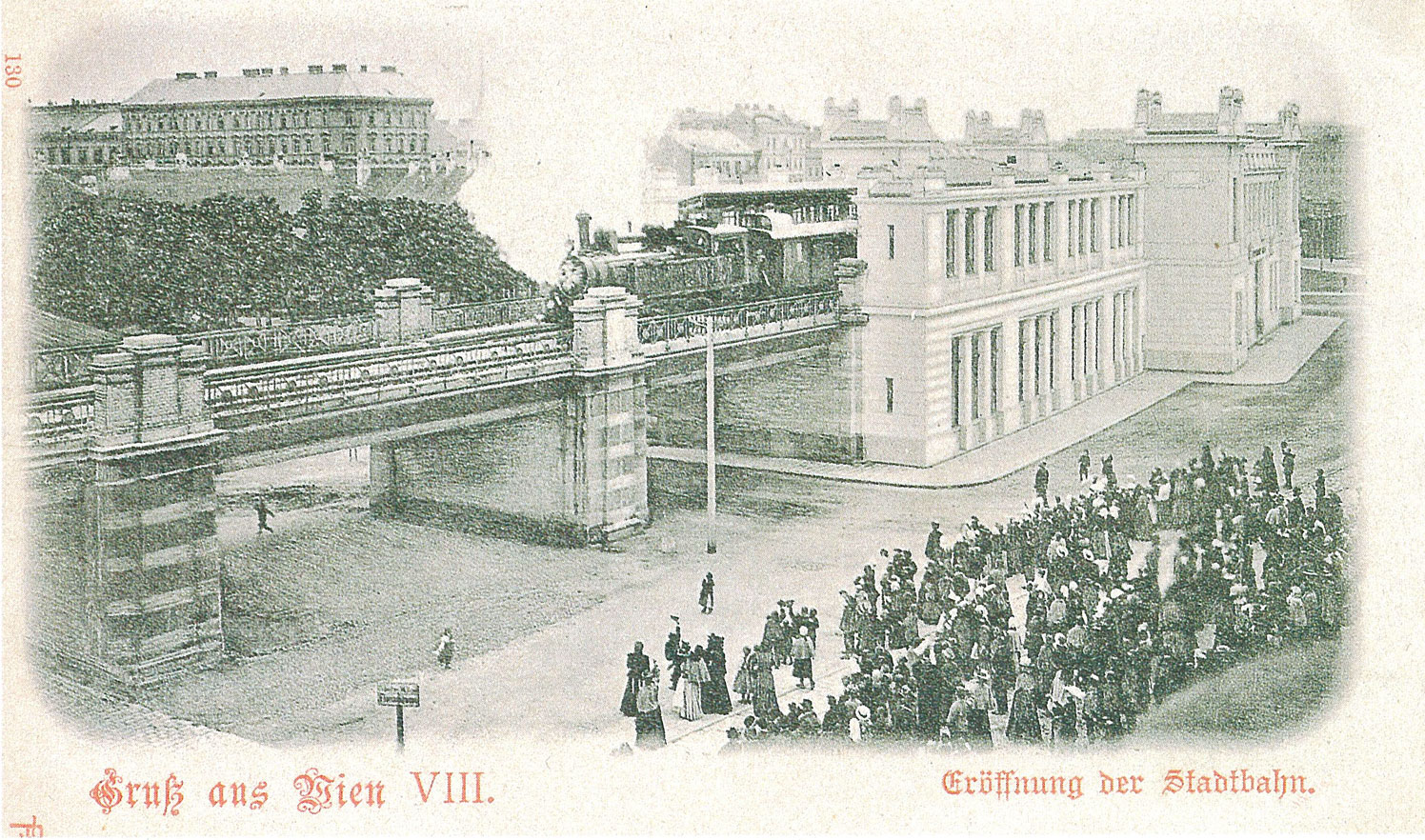
Le Wiener Stadtbahn, première ligne du métro de Vienne.

- 6-9 mai : insurrections à Milan contre la cherté du pain ; la troupe du général Bava Beccaris tire au canon sur la foule (Massacre de Milan)[59]. La moitié du royaume est placée sous état de siège. Le gouvernement Rudinì démissionne et le 29 juin, le général Luigi Pelloux forme un gouvernement de centre gauche pour apaiser la situation[60].
- 9 mai/11 mai/1er juin : inauguration du Wiener Stadtbahn, première ligne du métro de Vienne[58].
- 13 mai, Royaume-Uni : dans son discours de Birmingham[61], le secrétaire d’État aux colonies Joseph Chamberlain critique l’isolationnisme britannique. Il évoque un rapprochement avec l’Allemagne, estimant inévitable un affrontement avec les Russes en Extrême-Orient et avec la France en Afrique.
- 16 juin : élections législatives en Allemagne[62]. Montée de la social-démocratie, qui occupe 56 sièges au Reichstag avec 27,2 % des suffrages. Les conservateurs obtiennent 56 sièges. Le Zentrum garde une centaine de sièges.
- 25 août : émeute turque en Crète. Massacre de chrétiens à Héraklion[63].
- 28 - 31 août : 2e Congrès sioniste à Bâle[64]. Il décide la création du Fonds pour l'implantation juive, la première banque sioniste.

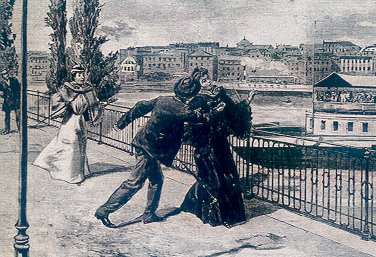
10 septembre : assassinat de l’impératrice Élisabeth d’Autriche

- 10 septembre : assassinat de l’impératrice Élisabeth d’Autriche à Genève par l’anarchiste Italien Luigi Luccheni[65].
- 3 octobre : Eduard Spelterini traverse les Alpes en ballon[66].
- 21 novembre : traité de commerce entre l’Italie et la France[67].

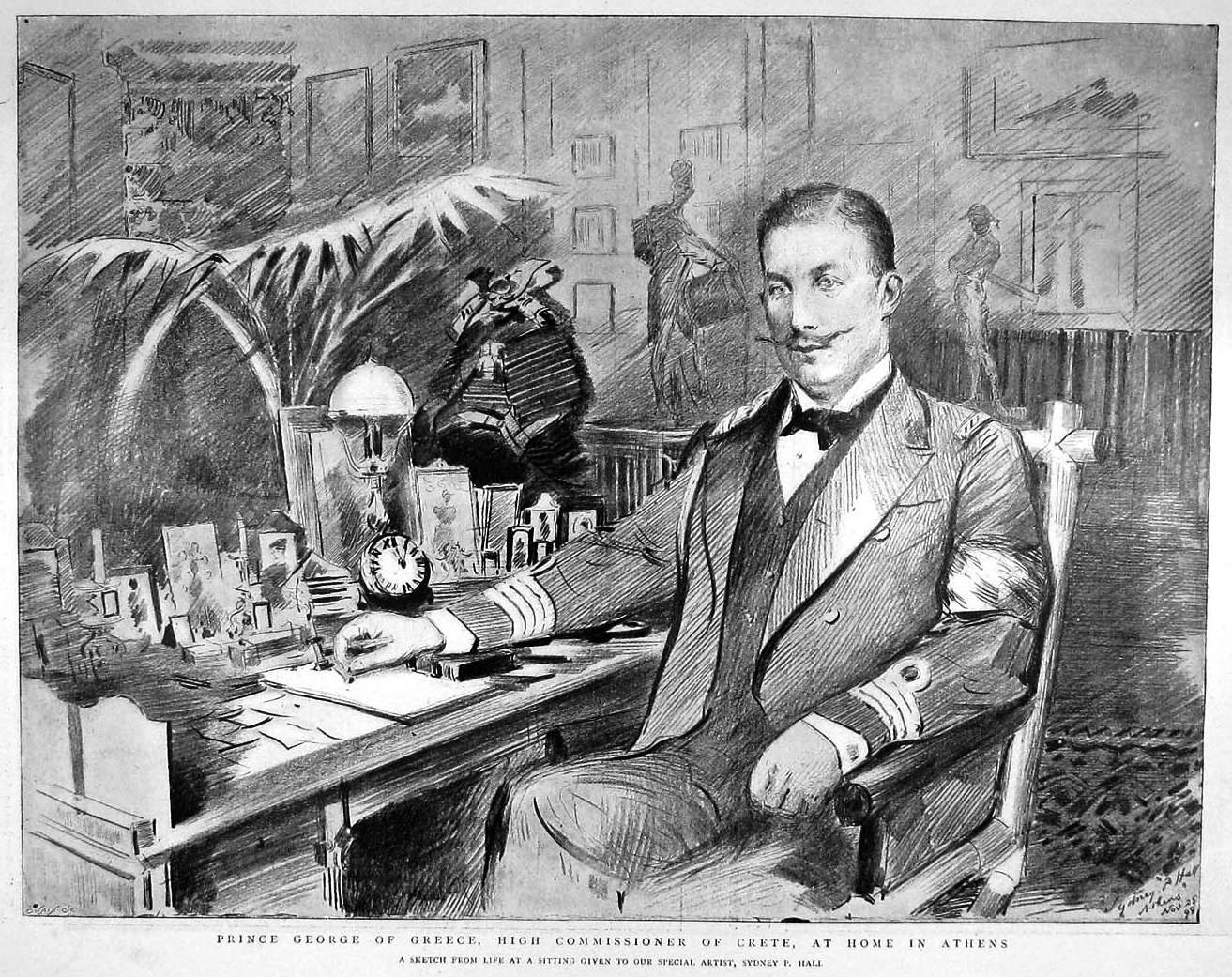
Le prince Georges de Grèce, The Graphic, 24 décembre 1898.

- 21 décembre (9 décembre du calendrier julien) : le prince Georges de Grèce, nommé par les puissances haut-commissaire en Crète (26 novembre), arrive à Souda[68]. Autonomie de la Crète (fin en 1908).
- 10 décembre : après le traité de Paris et la perte de ses dernières colonies, l’Espagne paie son affaiblissement sur le plan intérieur. La Catalogne et les provinces basques revendiquent leur autonomie, tandis que le mouvement anarchiste gagne en influence en s’appuyant sur la pauvreté de la population[27]. Les intellectuels de la « génération de 98 » se penchent sur les causes de la décadence et marquent leur opposition au régime.

- Abolition du remplacement militaire aux Pays-Bas[69].

## Naissances en 1898
- 2 janvier : Gerard Pieter Adolfs, peintre et architecte néerlandais des Indes orientales († 1er février 1968).
- 3 janvier : John Loder, acteur britannique († 26 décembre 1988).
- 7 janvier :
  - Art Baker, acteur américain († 26 août 1966).
  - Rudolf Fernau,  acteur allemand († 4 novembre 1985).
- 8 janvier : Gerhard Bienert, acteur allemand († 23 décembre 1986).
- 11 janvier :
  - Shiro Kasamatsu, graveur japonais appartenant à l’école Shin-Hanga et Sosaku-Hanga († 14 juin 1991).
  - « Nacional II » (Juan Anlló y Orío), matador espagnol († 4 octobre 1925).
- 12 janvier : Félix De Boeck, peintre belge († 18 janvier 1995).
- 21 janvier : Rudolph Maté, réalisateur polonais († 27 octobre 1964).
- 23 janvier : Sergueï Eisenstein, réalisateur russe († 11 février 1948).
- 28 janvier :
  - Pompeo Borra, peintre italien († 15 novembre 1973).
  - Charles-Henri Contencin, peintre français († 17 avril 1955).
  - Milan Konjović, peintre serbe puis yougoslave († 20 octobre 1993).
- 29 janvier : Fernand Quinet, chef d'orchestre, compositeur et violoncelliste belge († 24 octobre 1971).
- 31 janvier: Joseph Kessel, romancier et journaliste français († 23 juillet 1979).

- 2 février :
  - William Costello, acteur américain († 9 octobre 1971).
  - Sreten Stojanović, sculpteur, dessinateur, aquarelliste et critique d'art serbe puis yougoslave († 29 octobre 1960).
- 3 février : Alvar Aalto, architecte et designer finlandais († 11 mai 1976).
- 8 février : Jean Charlot, peintre, dessinateur, graveur et lithographe français († 20 mars 1979).
- 9 février : Jūkichi Yagi, poète japonais († 26 octobre 1927).
- 10 février : Bertolt Brecht, dramaturge allemand († 14 août 1956).
- 11 février : Louis Neillot, peintre français († 24 décembre 1973).
- 12 février : Wallace Ford, acteur américain († 11 juin 1966).
- 13 février : René Durieux, peintre français († 17 juillet 1952).
- 14 février : Fritz Zwicky, astrophysicien suisse († 8 février 1974).
- 15 février :
  - Étienne Bouchaud, peintre et graveur français († 1989).
  - Totò, acteur de cinéma et chanteur italien († 15 avril 1967).
- 16 février : Arsène Brivot, peintre, humoriste, graveur sur bois, illustrateur et aquafortiste français († 31 décembre 1978).
- 18 février :
  - Enzo Ferrari, pilote automobile et industriel italien († 14 août 1988).
  - Luis Muñoz Marin, homme politique américain († 30 avril 1980).
- 20 février : Ante Ciliga, homme politique et écrivain croate († 21 octobre 1992).
- 21 février : Paul Dufau, peintre, dessinateur, aquafortiste et graveur français († 2 octobre 1982).

- 1er mars : Umberto Lilloni, peintre italien († 15 juin 1980).
- 2 mars : Amélia Rey Colaço, actrice portugaise († 8 juillet 1990).
- 4 mars : Georges Dumézil, philologue, académicien français (fauteuil 40) († 11 octobre 1986).
- 5 mars :
  - Louis Gueuning, professeur et homme politique belge († 11 novembre 1971).
  - Misao Ōkawa, supercentenaire japonaise († 1er avril 2015).
  - Soong May-ling, chinoise, épouse de Tchang Kaï-chek († 23 octobre 2003).
- 8 mars : Macario Vitalis, peintre philippin († 8 juin 1989).
- 11 mars : Miff Mole, musicien de jazz américain († 29 avril 1961).
- 13 mars : Henry Hathaway, cinéaste américain († 11 février 1985).
- 15 mars : Jane Berlandina, peintre française († 1970).
- 16 mars : Maria Stromberger, infirmière résistante autrichienne au sein du camp de concentration d'Auschwitz († 18 mai 1957).
- 17 mars : Raymond Decorte, coureur cycliste belge († 30 mars 1972).
- 21 mars : Gianni Vagnetti, peintre italien († 19 mai 1956).
- 22 mars : Léon Dupin, peintre et affichiste français († 1971).
- 23 mars : Nalini Bala Devi, poétesse et écrivaine indienne († 24 décembre 1977).
- 24 mars : Miguel Murillo, footballeur bolivien († ?).
- 26 mars : Lucien Choury, coureur cycliste français († 9 mai 1987).
- 31 mars :
  - Hélène Clément-Benois, peintre et décoratrice russe († 7 juillet 1972).
  - Meyrick Edward Clifton James, acteur et soldat australien († 8 mai 1963).

- 3 avril : Michel de Ghelderode, auteur dramatique belge († 1er avril 1962).
- 4 avril : Abraham Mintchine, peintre russe puis soviétique († 25 avril 1931).
- 5 avril : Geer Van Velde, peintre néerlandais († 5 mars 1977).
- 6 avril : Jeanne Hébuterne, peintre française († 26 janvier 1920).
- 8 avril :
  - Achille van Acker, homme politique belge († 10 juillet 1975).
  - Fred Klein, peintre néerlandais († 25 avril 1990).
- 9 avril :
  - Paul Robeson, acteur, athlète, chanteur et militant des droits civiques afro-américain († 23 janvier 1976).
  - Martti Similä, pianiste, chef d'orchestre, compositeur, directeur de théâtre, chanteur et acteur finlandais († 9 janvier 1958).
- 10 avril : André Planson, peintre français († 29 septembre 1981).
- 11 avril :
  - Conny Méndez, compositrice et [=chanteuse vénézuélienne († 26 novembre 1979).
  - Frans de Vreng, coureur cycliste sur piste néerlandais († 13 mars 1974).
- 12 avril : Pierre Le Trividic,  peintre français de l'École de Rouen († 23 janvier 1960).
- 15 avril : Édouard-Henri Muller, peintre français († 23 décembre 1973).
- 19 avril : Ottavio Baussano, peintre et décorateur italien († 1970).
- 26 avril : Magdeleine Hutin, religieuse catholique française († 6 novembre 1989).
- 28 avril : Yuzō Saeki, peintre japonais († 23 juin 1928).

- 3 mai :
  - Antoine Balpêtré, acteur français († 29 mars 1963).
  - Golda Meir, femme politique israélienne, ancien premier ministre d'Israël († 8 décembre 1978).
- 5 mai : 
  - Max Houben, bobeur, athlète et footballeur belge († 10 février 1949).
  - Krum Lekarski, cavalier bulgare († 2 mars 1981).
- 6 mai : Francisco Bores, peintre espagnol († 10 mai 1972).
- 7 mai : Albert Chartier, sculpteur et peintre français († 5 février 1992).
- 8 mai :
  - Henri Adeline, général de brigade et résistant français († 30 avril 1971).
  - Alojzije Stepinac, cardinal croate, archevêque de Zagreb († 10 février 1960).
- 10 mai :
  - Kim Chon-hae, homme politique nord-coréen († 1969).
  - Raymond Legueult, peintre français († 25 juillet 1971).
  - Giacomo Violardo, cardinal italien de la curie romaine († 17 mars 1978).
- 12 mai :
  - Ivan Hus, luthier croate († octobre 1992).
  - Ole Edgren, chef d'orchestre et compositeur finlandais († 18 février 1962).
- 14 mai : Léonard Bordes, peintre français de l'École de Rouen († 4 février 1969).
- 15 mai :
  - Michel Adlen, peintre et graveur russe puis soviétique († 21 janvier 1980).
  - Arletty, actrice française († 23 juillet 1992).
  - Gigi Chessa, peintre, architecte, décorateur, et potier (peintre de céramique) italien († 23 avril 1935).
  - Egil Hylleraas, physicien théoricien norvégien († 28 octobre 1965).
- 16 mai :
  - Jean Fautrier, peintre, graveur et sculpteur français († 21 juillet 1964).
  - Kenji Mizoguchi, réalisateur japonais († 24 août 1956).
  - Tamara de Lempicka, peintre américain d'origine polonaise († 18 mars 1980).
  - Marcel Griaule, ethnologue français († 23 février 1956).
- 18 mai : René Simon, professeur d'art dramatique français († 17 février 1971).
- 19 mai : Julius Evola, penseur italien († 11 juin 1974).
- 20 mai : Charles Dorety, acteur américain († 2 avril 1957).
- 21 mai : Alfred Courmes, peintre français († 8 janvier 1993).
- 22 mai : Louis Norgeu, peintre, dessinateur et décorateur français  († 24 novembre 1957).
- 23 mai : Blanche Paugam, résistante française († 1er avril 1945).
- 24 mai : 
  - Henri-Eugène Brochet, peintre et auteur dramatique français († 7 décembre 1952).
  - Joseph Doerflinger, pilote français, pionnier de l'aéropostale († 20 octobre 1970).
- 25 mai : Mischa Levitzki, pianiste de concert russe naturalisé américain († 2 janvier 1941).
- 26 mai : Ernst Bacon, compositeur, pianiste et chef d'orchestre américain († 16 mars 1990).
- 28 mai : Lew Stone, chef d'orchestre et arrangeur britannique († 12 janvier 1969).

- 1er juin :
  - Pierre Castagnez, peintre français († juin 1951).
  - A. Ray Olpin, président de l'université d'Utah de 1946 à 1964 († 7 mars 1983).
- 5 juin : Federico García Lorca, poète et dramaturge espagnol († 19 août 1936).
- 6 juin : Walter Abel, acteur américain († 26 mars 1987).
- 7 juin : Samuel Canan, homme politique américain († mars 1964).
- 9 juin :
  - Oskar Joost, musicien et chef d'orchestre allemand († 29 mai 1941).
  - Victor Kirchen, coureur cycliste luxembourgeois († 5 septembre 1970).
- 11 juin : Domingo Mercante, militaire et homme politique argentin († 21 février 1976).
- 16 juin :
  - Chériane, peintre et dessinatrice française († 31 mars 1990).
  - Géo-Fourrier, peintre, illustrateur et graveur français († 8 avril 1966).
- 17 juin :
  - Maurits Cornelis Escher, graveur néerlandais († 27 mars 1972).
  - Carl Hermann, cristallographe allemand († 12 septembre 1961).
- 19 juin : Paul Müller-Zürich, compositeur suisse († 21 juillet 1993).
- 20 juin : Jean de Botton, peintre, sculpteur et graveur français († 13 juin 1978).
- 27 juin :
  - Tibor Harsányi, compositeur français d’origine hongroise († 19 septembre 1954).
  - Éric-Paul Stekel, compositeur et chef d'orchestre français d'origine autrichienne († 11 février 1978).
- 28 juin : Felice Tantardini, religieux, missionnaire laïc en Birmanie, vénérable († 23 mars 1991).

- 30 juin : George Chandler, acteur américain († 10 juin 1985).

- 2 juillet : Shikanosuke Oka, peintre japonais de paysages († 28 avril 1978).
- 8 juillet : Victor Oliver von Samek, acteur et humoriste anglais († 15 août 1964).
- 9 juillet :
  - Edina Altara, illustratrice, décoratrice, peintre et céramiste italienne († 11 avril 1983).
  - Marcel Delannoy, compositeur français († 14 septembre 1962).
  - Suzanne Lansé, peintre française († 16 janvier 2002).
- 13 juillet : André-François Breuillaud, peintre français († 27 juin 1994).
- 14 juillet : David Horne, acteur anglais († 15 mars 1970).
- 15 juillet :
  - Henri Miloch, peintre français († 4 juillet 1979).
  - Mary Taylor Slow, physicienne britannique († 26 mai 1984).
- 17 juillet :
  - Berenice Abbott, photographe américaine († 9 décembre 1991).
  - Benito Díaz Iraola, joueur et entraîneur de football espagnol († 1er avril 1990).
- 19 juillet :
  - Herbert Marcuse, philosophe américain († 29 juillet 1979).
  - Joaquín Peinado, peintre espagnol († 13 février 1975).
- 22 juillet :
  - Robert Barriot, peintre, émailleur et sculpteur français († 1er juillet 1970).
  - Alexander Calder, artiste américain († 11 novembre 1976).
- 24 juillet ou 30 juillet : Lorenzo Barcelata, compositeur et acteur mexicain († 13 juin 1943 ou 13 juillet 1943).
- 26 juillet : Joseph Steib, peintre français († 30 janvier 1966).
- 27 juillet :
  - Eugene McCown, peintre et écrivain américain († 23 avril 1966).
  - Camille, Georges Ruff, résistant français († 9 juillet 1942).
- 30 juillet : Henry Moore, sculpteur britannique († 31 août 1986).

- 1er août : Alberto Acquacalda, homme politique et militaire italien († 11 août 1921).
- 4 août : Paul Delmas-Marsalet, psychiatre et neurologue français († 29 juillet 1977).
- 10 août : Mario Radice, peintre italien († 26 juillet 1987).
- 11 août : Henri Olive-Tamari, peintre, graveur, céramiste et poète français († 15 novembre 1980).
- 13 août : Jean Borotra, joueur de tennis († 17 juillet 1994).
- 22 août :
  - Benjamin Goriely, écrivain, journaliste et traducteur d'origine russe, installé en Belgique et en France († 27 juin 1986).
  - Omer Huyse, coureur cycliste belge († 2 mai 1985).
- 23 août : Frédéric Dorion, juge et homme politique canadien († 15 juillet 1981).
- 25 août : Paul Winter, chef des Forces françaises de l'intérieur du Haut-Rhin pendant la Seconde Guerre mondiale († 8 octobre 1987).
- 27 août : Germain Delatousche, peintre et illustrateur français († 31 octobre 1966).
- 30 août : Shirley Booth, actrice américaine († 16 octobre 1992).

- 1er septembre : Richard Arlen, acteur américain († 28 mars 1976).
- 3 septembre : Abul Mansur Ahmed, écrivain, politicien et journaliste bangladais († 18 mars 1979).
- 5 septembre :
  - Ebbe Hamerik, compositeur danois († 12 août 1951).
  - Karel Pravoslav Sádlo, violoncelliste et pédagogue de violoncelle austro-hongrois puis tchécoslovaque († 24 août 1971).
- 9 septembre :
  - Pei Te Hurinui Jones, écrivain néo-zélandais († 7 mai 1976).
  - Gérard Schneider, peintre suisse († 28 mai 1989).
- 12 septembre :
  - Salvador Bacarisse, compositeur espagnol († 5 août 1963).
  - Ben Shahn, peintre, photographe et professeur américain d'origine lituanienne († 14 mars 1969).
- 13 septembre :
  - László Baky, homme politique hongrois († 29 mars 1946).
  - Roger Désormière, chef d'orchestre et compositeur français († 25 octobre 1963).
- 17 septembre : Robert Grassin, coureur cycliste français († 26 juin 1980).
- 21 septembre :
  - Eugène Dabit, écrivain et peintre français († 21 août 1936).
  - Pavel Tchelitchev, artiste américain d'origine russe († 31 juillet 1957).
- 26 septembre : George Gershwin, compositeur américain († 11 juin 1937).
- 28 septembre :
  - Rolande Déchorain, peintre paysagiste française († 15 décembre 1977).
  - André Maire, peintre français († 4 octobre 1984).

- 2 octobre : Vige Langevin, peintre, dessinatrice, professeure d'arts plastiques et essayiste française († 22 septembre 1992).
- 3 octobre : Morgan Farley, acteur américain († 11 octobre 1988).
- 4 octobre : Jeanne Bily-Brossard, peintre miniaturiste et pastelliste française († 8 novembre 1983).
- 5 octobre : Ewald Balser, acteur allemand († 17 avril 1978).
- 6 octobre : Charles Lapicque, peintre et graveur français († 15 juillet 1988).
- 9 octobre : Antoon Kruysen, peintre néerlandais († 4 avril 1977).
- 10 octobre :
  - Louis Bate, peintre, aquarelliste, dessinateur et sculpteur français († 1er mars 1948).
  - Norman Lee, réalisateur, scénariste, producteur et acteur britannique († 2 juin 1964).
- 11 octobre : Kálmán Pongrácz, homme politique hongrois († 15 janvier 1980).
- 13 octobre : Emmanuel Poirier, peintre, graveur et illustrateur français († 10 mars 1952).
- 14 octobre : Émile Saudemont, peintre français († 1967).
- 15 octobre : Nahum Gutman, peintre, sculpteur et auteur israélien († 28 novembre 1980).
- 16 octobre : Sona Akhundova-Garayeva, poétesse azerbaïdjanaise († 19 octobre 1971).
- 18 octobre : George Curzon, acteur anglais († 10 mai 1976).
- 22 octobre : Marcel Mihalovici, compositeur français d'origine roumaine († 12 août 1985).
- 23 octobre : Alex De Taeye, compositeur belge († 17 février 1952).
- 25 octobre :
  - Vincenzo Baldazzi, homme politique, antifasciste et résistant italien († 23 mai 1982).
  - René-Yves Creston, peintre, graveur, illustrateur, sculpteur et ethnologue français († 30 mai 1964).
  - Grigory Gluckmann, peintre, illustrateur et lithographe russe puis soviétique († 1973).
- 29 octobre : Emmanuel Bondeville, compositeur français († 26 novembre 1987).

- 2 novembre : Lucien-Victor Delpy, peintre français († 16 juin 1967).
- 4 novembre : Joe Dougherty, acteur américain spécialisé dans le doublage de dessins animés († 19 avril 1978).
- 5 novembre : Jean Urvoy, peintre, graveur, illustrateur, écrivain et instituteur français († 21 juillet 1989).
- 9 novembre :
  - Raúl Apold, journaliste, producteur de cinéma, haut fonctionnaire et homme politique argentin († 20 janvier 1980).
  - Zoltán Palugyay, peintre austro-hongrois puis tchécoslovaque († septembre 1935).
- 11 novembre : René Clair, réalisateur français († 15 mars 1981).
- 15 novembre : Jean Aufort, peintre, aquarelliste, lithographe et illustrateur français († 11 novembre 1988).
- 17 novembre : Maurice Journeau, compositeur français († 9 juin 1999).
- 21 novembre : René Magritte, peintre belge († 15 août 1967).
- 22 novembre : Jean Launois, peintre et illustrateur français († 27 novembre 1942).
- 27 novembre : Maria Vetulani de Nisau, soldate polonaise († 27 novembre 1944).
- 29 novembre : Clive Staples Lewis, écrivain et universitaire irlandais († 22 novembre 1963).

- 2 décembre : Léonide Berman, peintre russe puis soviétique († 1976).
- 3 décembre :
  - Fernand Dauchot, peintre expressionniste français († 10 juin 1982).
  - Lev Knipper, compositeur russe († 6 juin 1987).
- 5 décembre : Mikhaïl Artamonov, historien et archéologue russe puis soviétique († 31 juillet 1972).
- 10 décembre : Ivan Tabaković, peintre et céramiste serbe puis yougoslave († 27 juin 1977).
- 11 décembre : Joseph Marie Trinh-nhu-Khuê, cardinal vietnamien, archevêque de Hanoï († 27 novembre 1978).
- 12 décembre :
  - Pietro Bestetti, coureur cycliste italien († 3 janvier 1936).
  - Piet van Kempen, coureur cycliste sur piste néerlandais († 5 mai 1985).
  - Gazanfar Khaligov, peintre soviétique († 1er mars 1981).
- 18 décembre :
  - Louise Morel, peintre française († 27 novembre 1974).
  - Giuseppe Viviani, graveur et peintre italien († 16 janvier 1965).
- 19 décembre : Otakar Mrkvička, peintre et illustrateur austro-hongrois puis tchécoslovaque († 20 novembre 1957).
- 21 décembre : Romanie Pollet, doyenne de Belgique depuis le 19 janvier 2008).
- 26 décembre :
  - Samuel Jennings, footballeur anglais († 26 août 1944).
  - Hector Martin, coureur cycliste belge († 9 août 1972).
- 27 décembre : Felix Labunski, compositeur américain d'origine polonaise († 1979).
- 29 décembre : Jeanne Leleu, compositrice française († 11 mars 1979).
- 31 décembre : István Dobi, homme d'État hongrois († 24 novembre 1968).

- Date précise inconnue :
  - Carmela Combe, aviatrice péruvienne († 10 mai 1984).
  - Zygmunt Landau, peintre de l'École de Paris issu d'une famille juive de Pologne († 1962).
  - Hassan Moghadam, écrivain iranien († 13 novembre 1952).

- Vers 1898 :
- Harold Gibson, avocat et homme politique fidjien († 31 mai 1925).

## Décès en 1898
- 8 janvier : Alexandre Dubuque, pianiste, compositeur et pédagogue russe d'origine française (° 3 mars 1812).
- 14 janvier : Lewis Carroll, mathématicien, écrivain et photographe britannique (° 27 janvier 1832).
- 15 janvier : Ludwig von Hagn, peintre bavarois (° 23 novembre 1820).
- 17 janvier :
  - Harry Emanuel, bijoutier et homme politique britannique (° vers 1831).
  - Antoine-François Marmontel, pianiste, pédagogue et musicographe français (° 16 juillet 1816).
- 19 janvier : Édouard Sayous, essayiste et historien français (° 10 janvier 1842).
- 20 janvier : François Roffiaen, peintre belge (° 9 août 1820).
- 23 janvier : Ernest Picard-Destelan, écrivain et militaire français (° 5 janvier 1843).

- 1er février : Paul Dubufe, peintre et architecte français (° 27 février 1842).
- 11 février : Antoine Révillon, journaliste, écrivain et homme politique français (° 30 décembre 1832).
- 13 février : Gusztáv Kálnoky, homme d'État austro-hongrois (° 29 décembre 1832).
- 16 février : Hans Karl Georg von Kaltenborn-Stachau, homme politique allemand (° 23 mars 1836).
- ? février : Charles Lebayle, peintre et dessinateur français (° 28 mai 1856).

- 8 mars : « Frascuelo » (Salvador Sánchez Povedano), matador espagnol (° 23 décembre 1842).
- 12 mars : Isidoro Errázuriz, journaliste et homme politique chilien (° 12 avril 1835).
- 15 mars : Aubrey Beardsley, graveur et dessinateur britannique (° 21 août 1872).

- 20 mars :
  - Ivan Ivanovitch Chichkine, peintre russe (° 25 janvier 1832).
  - Aristide Hignard, compositeur français (° 20 mai 1822).
- 27 mars :
  - Édouard Delessert, peintre, archéologue et photographe français (° 15 décembre 1828).
  - Syed Ahmad Khan, magistrat, éducateur et réformateur islamique indien (° 17 octobre 1817).
- 31 mars : Georges Mac-Master, compositeur irlandais naturalisé français (° 1862).

- 7 avril : Otto Knille, peintre allemand (° 10 septembre 1832).
- 11 avril : Edoardo Chiossone, graveur et peintre italien (° 21 janvier 1833).
- 12 avril : Elzéar-Alexandre Taschereau, cardinal canadien, archevêque de Québec (° 17 février 1820).
- 18 avril : Gustave Moreau, peintre français (° 6 avril 1826).
- 21 avril : Louis Théodore Gouvy, compositeur français (° 3 juillet 1819).
- 26 avril : Félix Buhot, peintre, graveur et illustrateur français (° 9 juillet 1847).

- 3 mai : Nikolaï Dmitriev-Orenbourgski, peintre russe (° 13 avril 1837).
- 14 mai : Alphonse Nothomb, homme politique belge (° 12 juillet 1817).
- 15 mai : Ede Reményi, compositeur et violoniste hongrois (° 17 janvier 1828).
- 29 mai : Edmond Maître, musicien, collectionneur d'art et mécène français (° 23 avril 1840).

- 9 juin : Joseph Jaquet, sculpteur belge (° 30 janvier 1822).
- 11 juin : Auguste Truphème, peintre académique français (° 23 janvier 1836).
- 15 juin : Karel Hlaváček, poète et peintre austro-hongrois (° 29 août 1874).
- 17 juin :
  - Edward Burne-Jones, peintre britannique (° 28 août 1833).
  - Carlos de Haes, peintre espagnol d'origine belge (° 25 janvier 1829).
- 22 juin : Alexandre Mauvernay, peintre verrier français (° 9 mai 1810).
- 26 juin :
  - William Guybon Atherstone, médecin, botaniste et géologue britannique (° 27 mai 1814).
  - Nikolaï Iarochenko, peintre russe (° 13 décembre 1846).

- 1er juillet : Buckey O'Neill, shérif, journaliste, homme politique et avocat américain (° 2 février 1860).
- 4 juillet : Auguste Allongé, peintre et dessinateur français (° 19 mars 1833).
- 13 juillet : Alfred Loudet, peintre français (° 21 février 1836).
- 14 juillet : Armand Dandoy, peintre et photographe belge (° 11 novembre 1834).
- 18 juillet : Emil Hartmann, compositeur danois (° 1er février 1836).
- 20 juillet : Luis Lorenzo Domínguez, homme politique, diplomate, poète et historien argentin (° 15 mars 1819).
- 25 juillet : Nicolas Swertschkoff, peintre russe (° 6 mars 1817).
- 29 juillet : Arturo Michelena, peintre vénézuélien (° 16 juin 1863).
- 30 juillet : Otto von Bismarck, chancelier allemand (° 1er avril 1815).

- 3 août :
  - Charles Garnier, architecte français (° 6 novembre 1825).
  - Robert Montgomery, professeur et sénateur finlandais (° 29 juin 1834).
- 8 août : Eugène Boudin, peintre français (° 12 juillet 1824).
- 10 août : Jean Renggli, peintre suisse (° 17 juillet 1846).
- 13 août : Adrien Barthe, compositeur de musique classique français (° 7 juin 1828).
- 17 août :
  - Próspero Morales, homme politique guatemaltèque (° 31 décembre 1856).
  - Carl Zeller, compositeur et juriste autrichien (° 19 juin 1842).
- 23 août : Félicien Rops, peintre, aquafortiste, dessinateur, illustrateur et graveur belge (° 7 juillet 1833).
- 26 août : Alfred Quesnay de Beaurepaire, romancier, peintre et dessinateur français (° 2 août 1830).

- 9 septembre : Stéphane Mallarmé, poète français (° 18 mars 1842).
- 10 septembre : Sissi, alias Élisabeth de Wittelsbach, impératrice d'Autriche-Hongrie (° 24 décembre 1837).
- 19 septembre :
  - Albert Fernique, photographe français, pionnier de la photomécanique (° 30 juin 1841).
  - Augustin Lamy, peintre français (° 30 juillet 1817).
- 25 septembre : Gabriel de Mortillet, préhistorien français (° 29 août 1821).
- 29 septembre : Marie Auguste Lauzet, peintre et graveur français (° 12 août 1863).
- 30 septembre : Camille Alfred Pabst, peintre français (° 18 juin 1828).

- 8 octobre : János Klamarik, pédagogue et homme politique hongrois (° 7 février 1832).
- 16 octobre : Jules Lenepveu, peintre français (° 12 décembre 1819).
- 24 octobre : Pierre Puvis de Chavannes, peintre, graveur et dessinateur symboliste français (° 14 décembre 1824).

- 4 novembre : Cyrille Destombes, abbé et historien français (° 6 mars 1819).
- 19 novembre : Elena Polenova, peintre russe (° 27 novembre 1858).

- 1er décembre : Luděk Marold, peintre, illustrateur et affichiste austro-hongrois (° 7 août 1865).
- 2 décembre : Michael D. Jones, prêtre congrégationaliste et nationaliste gallois (° 2 mars 1822).
- 3 décembre : Pierre Thielemans, compositeur et organiste belge (° 22 février 1825).
- 25 décembre : Georges Rodenbach, poète symboliste belge (° 16 juillet 1855).
- 28 décembre : Martin Nadaud, homme politique français (° 17 novembre 1815).

- Date inconnue :
  - Giuseppe Bertini, peintre italien (° 1825).
  - Joseph Gleeson White, écrivain anglais spécialisé dans l'art (° 1851).
  - Fatma khanum Kemina, poétesse azérie (° 1841).
  - Michel Mauléart Monton, musicien, pianiste et compositeur haïtien (° 1855).
  - Joan Baptista Pujol, pianiste, compositeur et pédagogue espagnol (° 1835).